# كليز (دودة حاسوب)
دودة الكمبيوتر الفيروسية (Klez) هي دودة كمبيوتر، انتشرت عبر البريد الإلكتروني وظهرت للمرة الأولى في أكتوبر 2001.
وهناك العديد من البدائل الفيروسية لتلك الدودة الموجودة بالفعل والتي تؤثر علي سلامة أجهزة الكمبيوتر.

## طريقة الانتشار
وهذه الدودة الفيروسية تصيب أنظمة التشغيل - النوافذ الخاصة بشركة مايكروسوفت من خلال استغلاها ثغرة أمنية في مستكشف شبكة المعلومات والخاص بتصميم نظام مخطط ترايدنت وهذا المخطط يستخدم من قبل كل من برنامج المتطلع الخاص أيضا بشركة مايكروسوفت وبرنامج التعبير عن التوقعات المستخدم في شكل التواصل بين عملاء البريد الالكتروني عن طريق برنامج لغة للتعبير عن النصوص المتشعبة.

## الانتشار بالبريد الإلكتروني
الدودة تنتشر دائماً من خلال البريد الإلكتروني لما يتضمنه من جزء من النص لواحد أو أكثر من مرفقاته وهي تلتصق بتلك النصوص أو جزء من النص ودائماً ما يحتوي البريد علي ذلك حيث انه الإطار الداخلي الذي يعتبر كالدواب التي تجر العربات لتحمل البريد الإلكتروني إلى العملاء فينفذ أوامر الدودة تلقائياً بمجرد فتح البريد دون سابق إنذار.
ويحدث ذلك ولو كانت الرسالة مجرد بضعة اسطر من النص فهي تحاول دائماً حث المتلقي علي تنفيذ طلبتها وإغراءه عن طريق فتح الملف المرفق من خلال الزعم في بعض الأحيان بأن الملف المرفق هو تصحيح من مايكروسوفت والمرفق الأول دائما يكون ملتصق بالدودة التي تتنوع داخلياً حسب الاحتياج فهي تمتطي الدواب التي تجر العربات فتؤثر علي الجهاز عن طريق المستخدم بطلب البريد بشكل يدوي.
ويمكن أن يتم تنفيذ طلب الدودة بشكل تلقائي عن طريق أنها تبحث عن عناوين لإرسال نفسها وعندما ترسل نفسها بنفسها فإنها ترفق ملف من الجهاز المصاب مما يؤدي إلى إمكانية انتهاك خصوصيته. وفي نهاية المطاف فلها الحرية التامة في استخدام عناوين كاذبة تلتقطها بطريقة عشوائية من البريد الإلكتروني للجهاز المصاب سواء من دفتر العناوين أو برنامج المتطلع.
مما يجعل من المستحيل بالنسبة للمراقبين العرضيين تحديد الجهاز المصاب ويجعل من الصعب على الخبراء تحديد أي شيء أكثر من خدمة الجهاز المصاب المرتبط بالإنترنت.

## الخطورة
دودة Klez ليست هي الفيروس الوحيد القاتل بل القاتل الرئيسي هو واحد من أسوأ الفيروسات في العالم وحقيقة الأمر هو منتشر على نطاق واسع ومن الصعب جدا القضاء عليه، علي الرغم من مرور 9 سنوات علي إصدارة إلا انه ما زال موجود بالعديد من أجهزة الكمبيوتر الحديثة.

## وصلات خارجية
- Anti-virus provider F-Secure Klez information
- Anti-virus provider Trend Micro Klez information
- Anti-virus provider Symantec Klez information